# Dissochaeta intermedia
Dissochaeta intermedia är en tvåhjärtbladig växtart som beskrevs av Carl Ludwig von Blume. Dissochaeta intermedia ingår i släktet Dissochaeta och familjen Melastomataceae. Inga underarter finns listade i Catalogue of Life.